# Justicia phytolaccoides
Justicia phytolaccoides är en akantusväxtart som beskrevs av Emery Clarence Leonard. Justicia phytolaccoides ingår i släktet Justicia och familjen akantusväxter. Inga underarter finns listade i Catalogue of Life.